# Jacobyana ovata
Jacobyana ovata es una especie de insecto coleóptero de la familia Chrysomelidae. Fue descrita científicamente en 2001 por Medvedev.